# ژاک مارینلی
ژاک مارینلی (فرانسوی: Jacques Marinelli‎؛ زادهٔ ۱۵ دسامبر ۱۹۲۵) دوچرخه‌سوار اهل فرانسه است.